# Павло Препростий
Павло Препростий (? — бл. 339) — християнський святий, єгипетський чернець, був сучасником Святого Антонія та Св. Павла Фівейського. Преподобний. Перший самітник. Опис його життя знаходимо в Паладія Хеленопольського De Vitis Patrum та Руфіна Аквілейського Historia Eremitica31.

## Життєпис

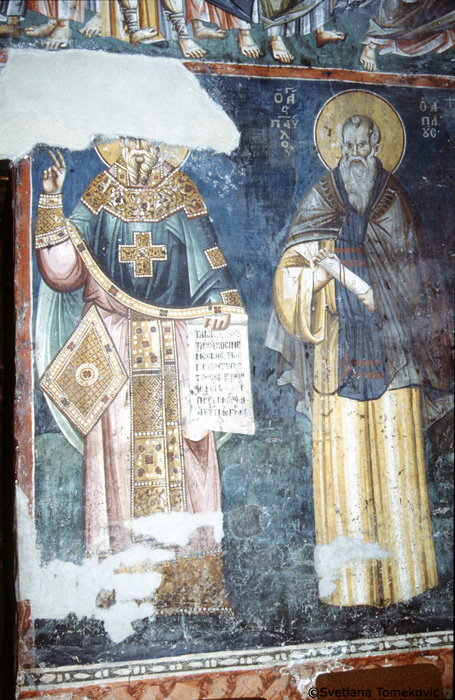
Павло Препростий та Св. Феодор Студит

Преподобний Павло Препростий жив у IV столітті. Препростим він названий за свою простосердечність і незлобливість. Був одружений, але, дізнавшись про невірність дружини, залишив її і пішов у пустелю до преподобного Антонія Великого.
Павлу було вже 60 років, і святий Антоній спершу не прийняв Павла, вважаючи його майже нездатним до важкого відлюдного життя. Три дні стояв Павло у келії подвижника, сказавши, що швидше помре, ніж піде звідси. Тоді преподобний Антоній поселив Павла до себе, довго випробовував його терпіння і смиренність важкою працею, суворим постом, нічними чуваннями, невпинним співом псалмів і земними поклонами. Нарешті преподобний Антоній дозволив Павлу оселитися в окремій келії.
Випробував святий Павла і в молитвах, проздовж усієї ночі не сплячи і співаючи псальми із численними поклонами, але і в тому виявився Павло терплячий та бадьорий.
За багаторічний подвиг преподобному Павлу Господь дарував прозорливість, владу виганяти бісів. Коли до преподобного Антонія привели біснуватого юнака, він направив хворого до преподобного Павла зі словами: «Великі у вірі можуть виганяти лише малих бісів, а смиренні, як Павло Препростий, мають владу над князями бісівськими».